# アンドロメダを解放するペルセウス (ルーベンス、プラド美術館)
『アンドロメダを解放するペルセウス』（アンドロメダをかいほうするペルセウス、西: Perseo liberando a Andrómeda、英: Perseus Freeing Andromeda）は、フランドルのバロック期の巨匠ピーテル・パウル・ルーベンスが1639-1641年にキャンバス上に油彩で制作した絵画で、ペルセウスがアンドロメダを怪物から解放する場面を描いている。ルーベンスは本作の完成前に亡くなったため、ヤーコプ・ヨルダーンスが作品を仕上げたことが記録から知られているが、ルーベンスの死亡時に作品はほぼ完成していたとみられる。作品はスペイン王室のコレクションに由来し、現在、マドリードのプラド美術館に所蔵されている。なお、ルーベンスは、本作より以前にベルリン絵画館所蔵の『アンドロメダを解放するペルセウス』 (1620-1622年) 、およびエルミタージュ美術館所蔵の『アンドロメダを解放するペルセウス』 (1622年頃) なども制作した。

## 主題
オウィディウスの著作『変身物語』によると、エチオピアの女王カッシオペイアは自分の美貌がネーレーイスたちに勝ると宣言した。これが海神ポセイドンの怒りを買い、彼はエチオピアに怪物ケートスを送り込む。ポセイドンの怒りを鎮めるためには、国民を餌食とするケートスに美しい王女アンドロメダを身代わりの犠牲として生贄に差し出すよりほかはなかった。しかし、英雄ペルセウスが現れて、怪物を退治し、彼女を解放する。
16世紀の甲冑を身に着けたペルセウスを描いた本作は、旧マドリード王宮の「新しい部屋 (Salon nuevo)」に歴代国王の肖像画と並べて掛けられた。その主題は、フェリペ4世称揚を意図して選ばれたものであり、ペルセウスは「不信心という怪物からスペイン (あるいはおそらく、むしろカトリック) を解放するキリスト教の英雄」たる王に重ねられている。

## 作品
画面では、ほぼ裸体で岩に繋がれたアンドロメダが、縄をほどくペルセウスにためらいながらも信頼のこもった眼差しを向けている。アンドロメダの白い肌はペルセウスの鈍い光沢を放つ鎧と対比され、その肉体の柔らかさが際立つ。上述のように本作には政治的な意味合いがあるが、中村によると、躊躇のないアンドロメダの裸体表現は、女性の美しく官能的な肉体描写が絵画の価値を高めるという、ルーベンス晩年の強い信念を反映したものである。この信念は、女性美を描いた画家ティツィアーノへのルーベンスの傾倒とも結びつく。本作のアンドロメダは両手を高く上げ、その身体を惜しげもなくさらしているが、このポーズについてはティツィアーノの神話画連作「ポエジア」に属す『ペルセウスとアンドロメダ』 (ウォレス・コレクション、ロンドン) の初期構想からの着想が指摘されている。
画面下部右端の海では怪物ケートスが息絶えようとしている。上空では、愛の神キューピッドと結婚の神ヒュメナイオスがそれぞれのアトリビュート (人物を特定する事物) である矢筒と松明を携え、ペルセウスとアンドロメダの未来を先取りして示す。画面下部左側には、ペルセウスがアンドロメダを解放する前に退治した蛇頭の怪女メドゥーサの首がはめ込まれた盾が置かれている。浜辺にたたずむペガサスは、メドゥーサの首が切り落とされた時、大地に滴った血から生まれたものである。このようにメドゥーサ退治に関するモティーフが取り入れたのは、ペルセウスの英雄性を強調するためであったのであろう。

## ギャラリー

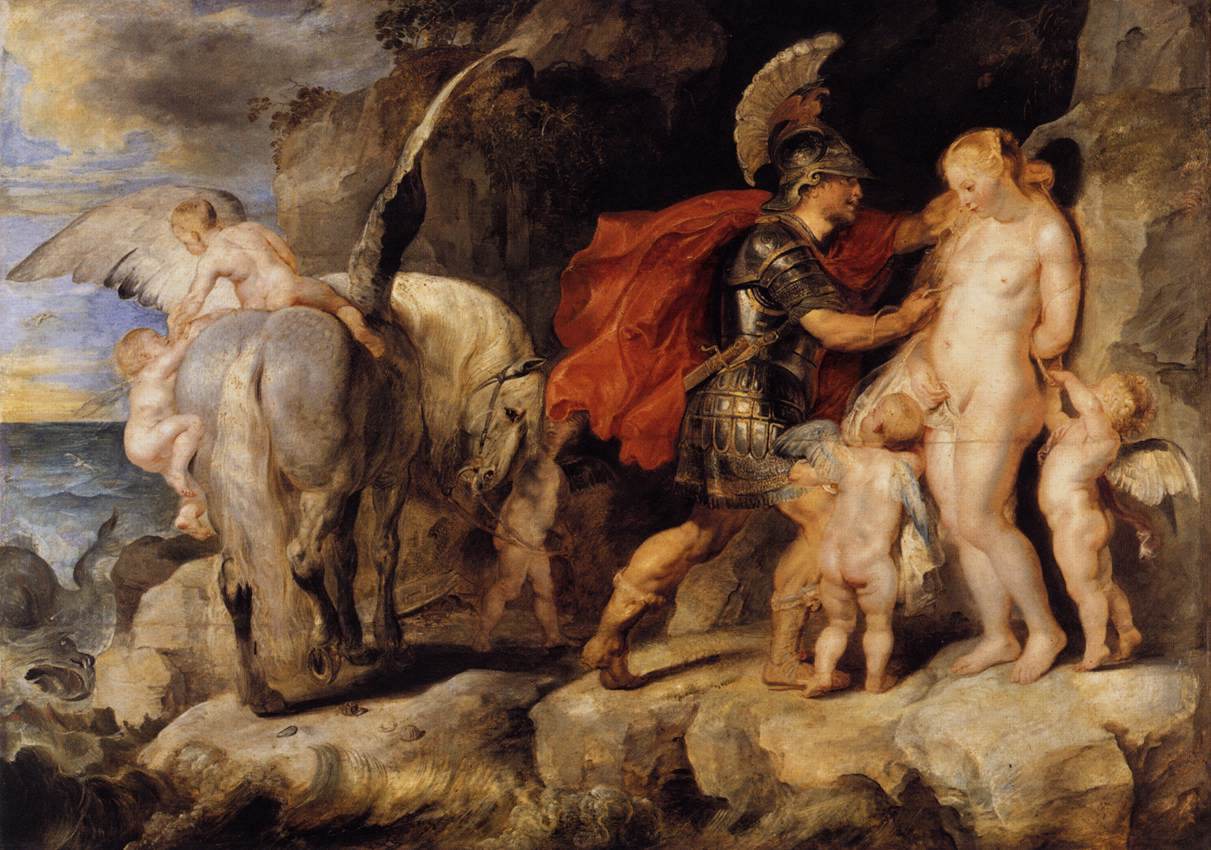
ルーベンス『アンドロメダを解放するペルセウス』、絵画館 (ベルリン)
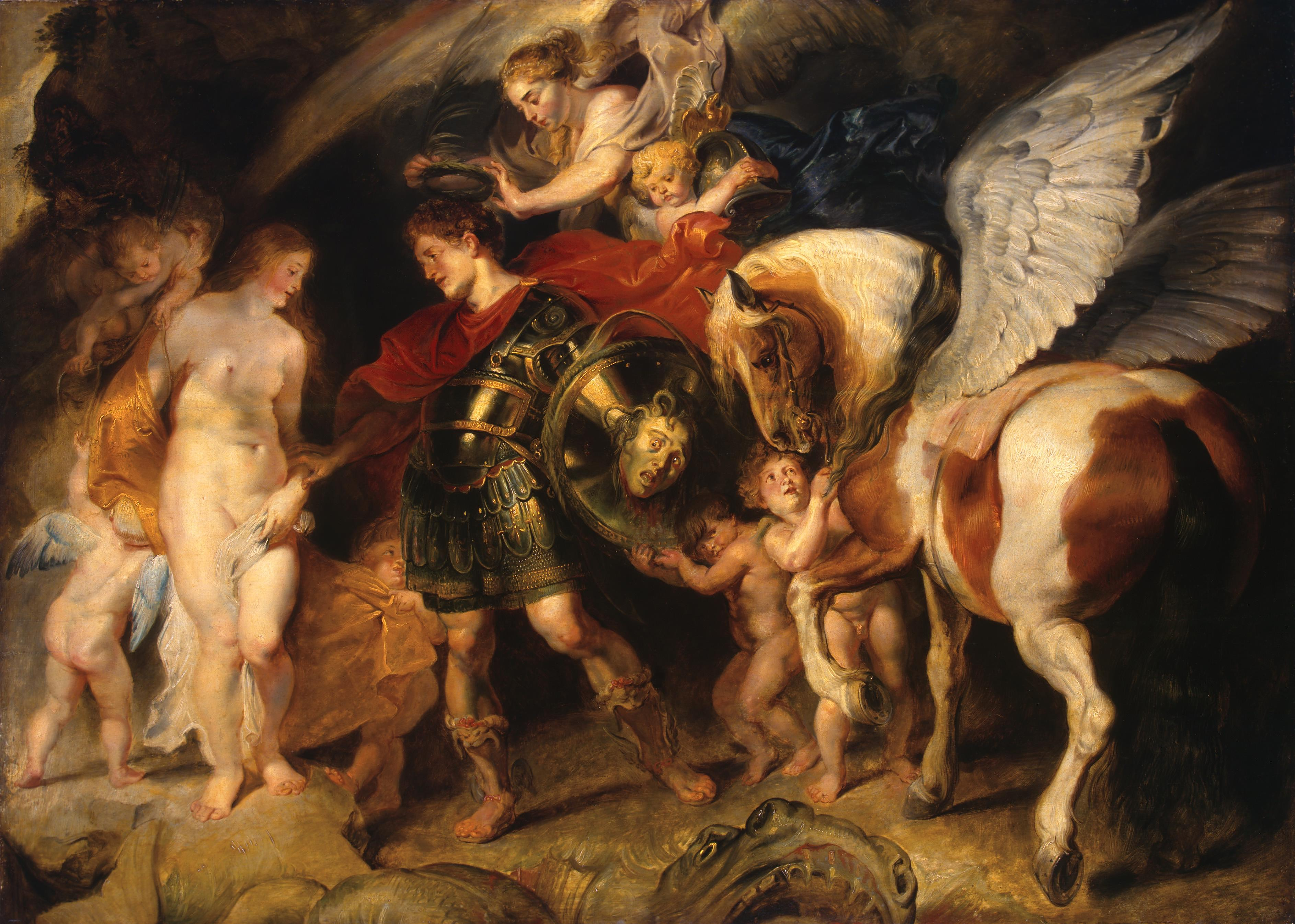
ルーベンス『アンドロメダを解放するペルセウス』、エルミタージュ美術館
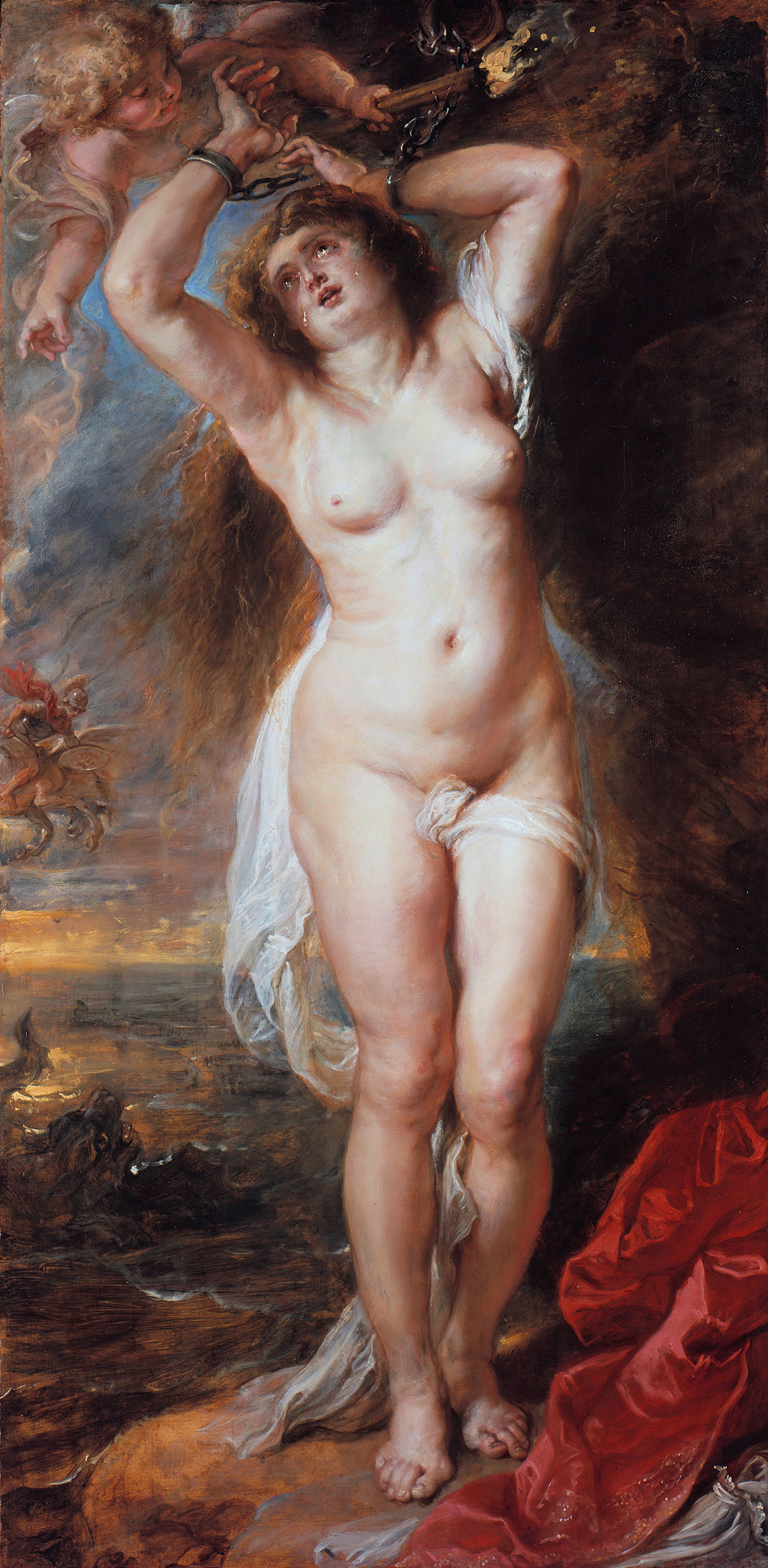
『アンドロメダ』、絵画館 (ベルリン)
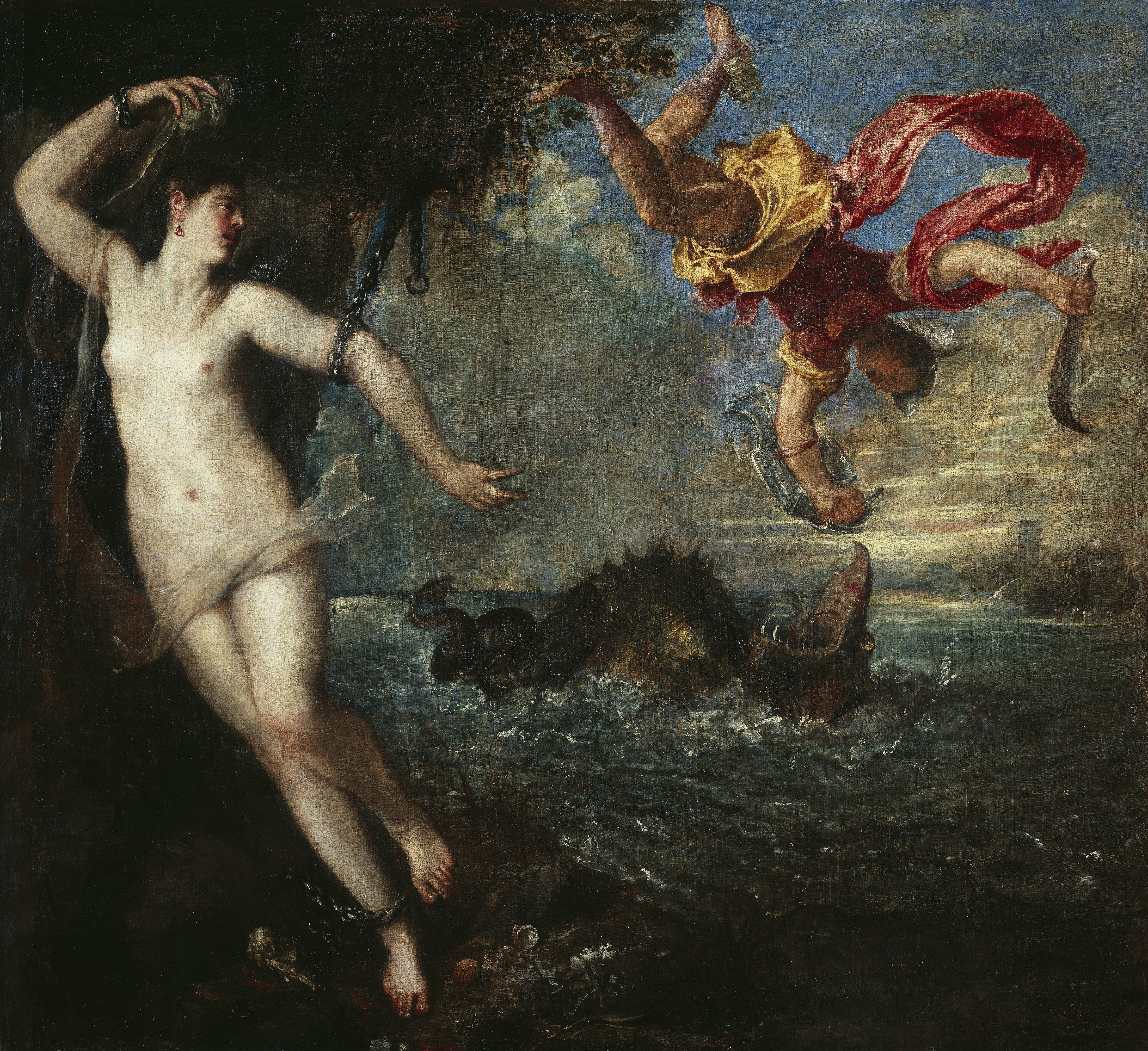
ティツィアーノ『ペルセウスとアンドロメダ』、ウォレス・コレクション、(ロンドン)